# Artur Steranko
Artur Steranko (ur. 1958 w Kołobrzegu) – polski aktor.

## Życiorys
Wykształcenie aktorskie uzyskał w 1981 roku w Studium Dramatycznym przy Teatrze Wybrzeże w Gdańsku.
Wcześniej był adeptem w teatrach: Bałtyckim Teatrze Dramatycznym im. Juliusza Słowackiego w Koszalinie (1977-1979) i Wybrzeże w Gdańsku (1979-81).
Od 1981 roku związany jest z Teatrem im. Stefana Jaracza w Olsztynie.
W 2013 wcielił się w postać Zygmunta Krzepickiego w spektaklu Kariera Nikodema Dyzmy (reż. Michał Kotański)

## Nagrody
- 1992 – Teatralna Kreacja Roku (rola Oberona w przedstawieniu „Sen nocy letniej” Williama Shakespeare’a w Teatrze im. Stefana Jaracza w Olsztynie)
- 1993 – Teatralna Kreacja Roku za rolę Renatusa w przedstawieniu „Zejście aktora” w reż. Janusza Kozłowskiego w Teatrze im. Stefana Jaracza w Olsztynie
- 1994 – Teatralna Kreacja Roku za rolę Franza w przedstawieniu „Pułapka” Tadeusza Różewicza w Teatrze im. Stefana Jaracza w Olsztynie
- 1998 – Teatralna Kreacja Roku
- 2002 – Nagroda Przewodniczącego Komisji Kultury Rady Miasta Olsztyn
- 2004 – Teatralna Kreacja Roku za rolę Henryka w „Ślubie” Witolda Gombrowicza
- 2005 – Srebrny Krzyż Zasługi
- 2005 – Teatralna Kreacja Roku za rolę Kuby w przedstawieniu „Pętla” według Marka Hłaski w Teatrze im. Stefana Jaracza w Olsztynie

## Filmografia
- 2001 – Kameleon jako inspektor Jerzy Kryński
- 2001 – Kameleon (serial) jako inspektor Jerzy Kryński
- 2004 – Mój Nikifor jako doktor Rosen
- 2007 – Odwróceni jako Wojciewiak, oficer ABW (odc. 7, 8 i 12)
- 2007 – Kryminalni jako właściciel baru (odc. 80)
- 2008 – Cztery noce z Anną jako Leon Okrasa
- 2009 – Enen jako doktor Julski
- 2010 – Wenecja jako Perlman, ojciec Naumka
- 2012 – Prawo Agaty jako Jankowski, przyjaciel Godlewskiego (odc. 4)
- 2013 – Komisarz Alex jako cukiernik Bednarski (odc. 51)